# Wonderkinderen (boek)
Wonderkinderen is een boek van Thea Beckman over hoogbegaafdheid. Het verscheen in 1984.
Het thema van het boek is enerzijds hoogbegaafdheid, anderzijds de ouderlijke druk op kinderen.

## Het verhaal
Tom en Wijntje gaan op 10-jarige leeftijd al naar de brugklas. Ze zijn namelijk zo slim, dat ze twee klassen hebben mogen overslaan. Wijntje gaat naar het gymnasium, maar Tom moet naar de lts. Zijn ouders vinden namelijk dat het belangrijker is een vak te leren, zodat je aan de slag komt later (het liefst als elektricien, zoals Toms vader zelf is). Smeekbedes van Wijntjes ouders, leraar en basisschoolklas hebben geen effect, evenmin als Toms CITO-score van 550.
Terwijl Wijntje met plezier haar brugklas doorloopt en in de groep geaccepteerd wordt ondanks haar jonge leeftijd, gaat het voor Tom precies tegengesteld. Hij haalt slechte cijfers voor technische vakken en wordt gepest. Wanneer hij een ijzeren tang naar een van zijn kwelgeesten gooit, belt de school Toms vader op maar onderzoekt noch de aanleiding noch de oorzaak. De verhouding verslechtert nog verder als Tom een slecht rapport krijgt. Zijn vader verbiedt hem uiteindelijk met Wijntje en haar familie om te gaan, want die "stoken hem alleen maar op". Uiteindelijk gaat Tom in hongerstaking en belandt hierdoor in het ziekenhuis. Bemiddeling van een kinderpsycholoog en het besef bij Toms ouders dat dit menens is, doen hen de ogen openen.
Tom mag nu naar het vwo. Hij wil graag geoloog worden, maar zijn ouders zien hem liever als arts of politicus.